# Rivière Case Navire
La rivière Case-Navire est un fleuve de 13 639 m qui prend sa source sur les hauteurs de Schœlcher et se termine dans la mer au centre du bourg de Schœlcher (anciennement "Case-Navire").
On y trouve notamment les cascades de Didier, de l'usine d'embouteillage du même nom.

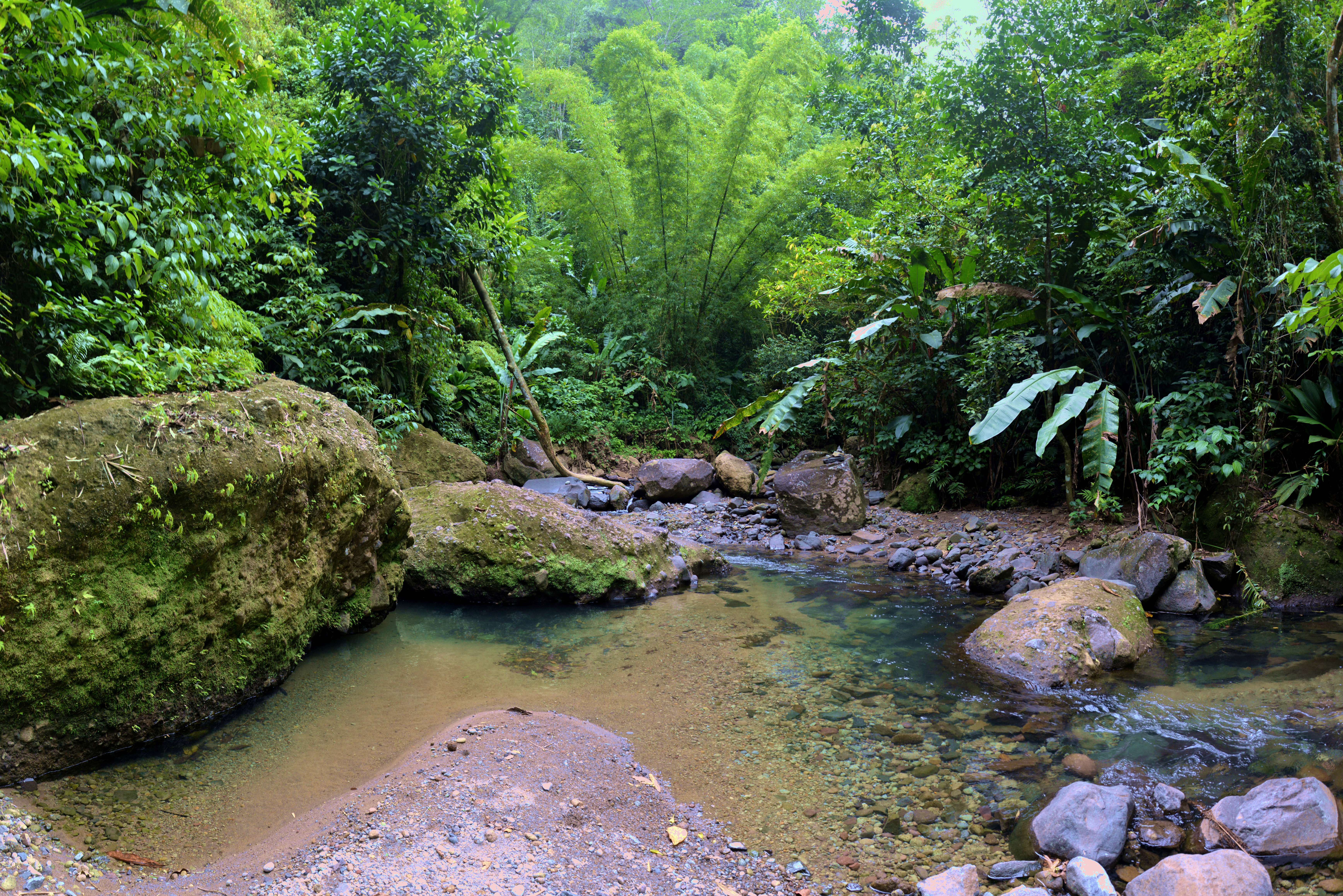
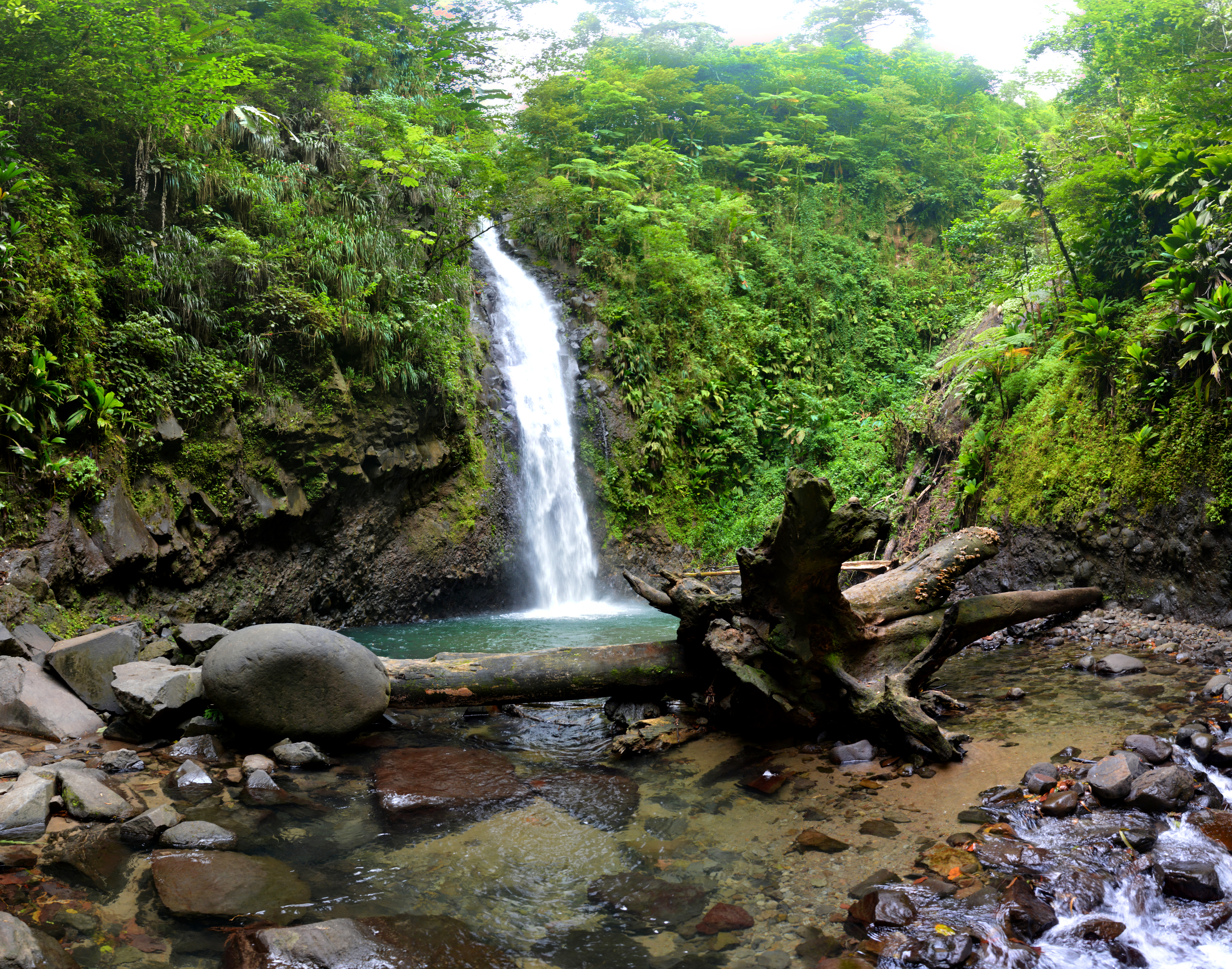